# Kiereme
«Kiereme» —estilizada como «K.I.E.R.E.M.E.»— es una canción interpretada por la cantante española Bebe, incluida en su álbum de estudio, Un pokito de rocanrol. Fue lanzado el 25 de noviembre de 2011, como descarga digital a través de iTunes.[cita requerida]

## Antecedentes
Bebe, en una entrevista con El País, declaró: 

Es un disco estimulante, aventurero, arriesgado, novedoso, a menudo desconcertante. Me gusta que revuelva [...]

## Recepción

### Comentarios de la crítica
Lino Portela de El País, le dio una calificación positiva a la canción y dijo: "[...] ha reventado las estructuras clásicas de las canciones pop." Por otro lado Fernando Neira del mismo periódico añadió: "[...] su pretendida pose indómita ahora es más burda que inteligente o sutil."
Jenesaispop le dio una revisión positiva y dijo: "[...] Su reivindicación de amor está aquí cubierta de percusiones bestiales cercanas al reguetón, pero incluyendo teclados más sugerentes. Un rap divertido y luminoso y un estribillo que se pega a la primera. Un tema urban y a la moda, con posibilidades internacionales."